# Симеон Русков
Симеон Русков е български учен, инженер.
Роден е на 8 септември 1920 г. в село Градец, Котленско. Завършва Техническия университет в Бърно, Чехословакия (днес Чехия). Специализира ядрена енергетика в Москва. Работил е като главен инженер на експерименталния реактор към Физическия институт на БАН.
Симеон Русков е първият директор на АЕЦ в Козлодуй (1969-1974). Под негово ръководство се осъществява пускът на първия атомен реактор.
Носител е на високи правителствени награди и отличия. Герой на социалистическия труд (1974). На негово име днес е наречена улица в гр. Козлодуй.